# Calosso
Calosso (Calòss en piemontès) és un municipi situat al territori de la província d'Asti, a la regió del Piemont (Itàlia).
Limita amb els municipis d'Agliano Terme, Canelli, Castiglione Tinella, Costigliole d'Asti, Moasca i Santo Stefano Belbo.